# Humbertioturraea maculata
Humbertioturraea maculata är en tvåhjärtbladig växtart som först beskrevs av Smith, och fick sitt nu gällande namn av M. Cheek. Humbertioturraea maculata ingår i släktet Humbertioturraea och familjen Meliaceae. Inga underarter finns listade i Catalogue of Life.